# Phyllanthus latifolius
Phyllanthus latifolius är en emblikaväxtart som först beskrevs av Carl von Linné, och fick sitt nu gällande namn av Olof Swartz. Phyllanthus latifolius ingår i släktet Phyllanthus och familjen emblikaväxter. IUCN kategoriserar arten globalt som nära hotad. Inga underarter finns listade i Catalogue of Life.